# Calamoclostes auriceps
Calamoclostes auriceps är en insektsart som beskrevs av Ross 2001. Calamoclostes auriceps ingår i släktet Calamoclostes och familjen Archembiidae. Inga underarter finns listade i Catalogue of Life.